# Anna Rechnio
Anna Elżbieta Rechnio-Fiedosiejew (ur. 11 grudnia 1977 w Warszawie) – polska łyżwiarka figurowa, startująca w konkurencji solistek. Uczestniczka igrzysk olimpijskich (1994, 1998), uczestniczka mistrzostw Europy i świata, medalistka zawodów międzynarodowych, trzykrotna mistrzyni Polski (1994, 1997, 1998).
Była najlepszą polską łyżwiarką figurową w konkurencji solistek w latach 90. XX w. Po zakończeniu kariery amatorskiej w 2000 roku występowała w rewiach łyżwiarskich i została trenerką łyżwiarstwa figurowego.

## Życiorys
Treningi łyżwiarskie rozpoczęła w 1984, w wieku niespełna 7 lat. Jej pierwszą trenerką była Anna Hunkiewicz. Zdobyła 5. miejsce na mistrzostwach świata w 1998 oraz 6. w 1999. Dwukrotnie wystąpiła na igrzyskach olimpijskich. W 1994 w Lillehammer zajęła 10. miejsce, a w 1998 w Nagano – 19. Była trzykrotną mistrzynią Polski (1994, 1997, 1998) i 6-krotną wicemistrzynią.
W roku 2000 zrezygnowała z wyczynowego uprawiania łyżwiarstwa. Ukończyła AWF w Krakowie na kierunku dziennikarstwo sportowe. Przez pewien czas zajmowała się trenowaniem młodych łyżwiarzy w Krakowie. Pojawia się sporadycznie na różnych pokazach w kraju i za granicą; w tym na tradycyjnej gali sylwestrowo-noworocznej w Oberstdorfie i Garmisch-Partenkirchen oraz polskiej edycji rewii Kings on Ice (2016).
Rechnio poślubiła byłego rosyjskiego łyżwiarza, Aleksieja Fiedosiejewa z którym ma córkę Marię (ur. 2010). Wraz z rodziną osiedliła się w duńskim Odense, gdzie wspólnie z mężem rozpoczęli pracę jako trenerzy łyżwiarstwa figurowego w lokalnym klubie Odense-Skoejteklub. Następnie Rechnio została główną trenerką w Allmänna Skridskoklubb.

## Osiągnięcia
| Zawody                                | 90–91          | 91–92          | 92–93          | 93–94          | 94–95          | 95–96          | 96–97          | 97–98          | 98–99          | 99–00          |                |                |                |                |                |                |                |
| Międzynarodowe                        | Międzynarodowe | Międzynarodowe | Międzynarodowe | Międzynarodowe | Międzynarodowe | Międzynarodowe | Międzynarodowe | Międzynarodowe | Międzynarodowe | Międzynarodowe | Międzynarodowe | Międzynarodowe | Międzynarodowe | Międzynarodowe | Międzynarodowe | Międzynarodowe | Międzynarodowe |
| ------------------------------------- | -------------- | -------------- | -------------- | -------------- | -------------- | -------------- | -------------- | -------------- | -------------- | -------------- | -------------- | -------------- | -------------- | -------------- | -------------- | -------------- | -------------- |
| Zimowe igrzyska olimpijskie           |                |                |                | 10             |                |                |                | 19             |                |                |                |                |                |                |                |                |                |
| Mistrzostwa świata                    |                |                |                | 15             | 14             |                |                | 5              | 6              | 16             |                |                |                |                |                |                |                |
| Mistrzostwa Europy                    |                |                | 15             | 7              | 9              | 12             | 13             |                |                | 13             |                |                |                |                |                |                |                |
| GP Skate America                      |                |                |                |                |                |                |                |                | 6              |                |                |                |                |                |                |                |                |
| GP Skate Canada International         |                |                |                |                |                |                |                |                |                | 7              |                |                |                |                |                |                |                |
| GP Cup of Russia                      |                |                |                |                |                |                |                | 5              | 6              |                |                |                |                |                |                |                |                |
| Trophée de France                     |                |                |                |                | 8              |                |                |                |                |                |                |                |                |                |                |                |                |
| Nebelhorn Trophy                      |                |                |                |                |                | 9              | 14             |                |                |                |                |                |                |                |                |                |                |
| Piruetten                             |                |                |                | 14             |                |                | 3              |                |                |                |                |                |                |                |                |                |                |
| Prague Skate                          |                |                | 10             |                |                |                |                |                |                |                |                |                |                |                |                |                |                |
| Memoriał Karla Schäfera               |                |                |                |                |                |                | 2              |                |                |                |                |                |                |                |                |                |                |
| Skate Israel                          |                |                |                |                |                |                |                |                |                | 3              |                |                |                |                |                |                |                |
| Międzynarodowe: Kategorie młodzieżowe |                |                |                |                |                |                |                |                |                |                |                |                |                |                |                |                |                |
| Mistrzostwa świata juniorów           |                | 17             | 6              | 7              |                |                |                |                |                |                |                |                |                |                |                |                |                |
| Blue Swords                           |                | 1 J            |                |                |                |                |                |                |                |                |                |                |                |                |                |                |                |
| Piruetten                             | 1 J            | 7 J            |                |                |                |                |                |                |                |                |                |                |                |                |                |                |                |
| Krajowe                               |                |                |                |                |                |                |                |                |                |                |                |                |                |                |                |                |                |
| Mistrzostwa Polski                    |                | 2              | 2              | 1              | 2              | 2              | 1              | 1              | 2              | 2              |                |                |                |                |                |                |                |